# Теджо Эди Пурдиятно
Теджо Эди Пурдиятно (индон. Tedjo Edhy Purdijatno; род. 20 сентября 1952 года, Магеланг, Индонезия) — индонезийский военный и политический деятель, адмирал в отставке. Министр-координатор по вопросам политики, права и безопасности Индонезии (2014—2015), начальник штаба Военно-морских сил Индонезии (2008—2009).

## Биография
Родился 20 сентября 1952 года в Магеланге. В 1975 году окончил Академию ВМС Индонезии, в 2001 году — юридический факультет Университета Ханг Туаха в Сурабае.
Начал службу в рядах Морской авиации ВМС Индонезии. С 1982 года перешёл на корабельную службу, в частности служил корабле KRI Teluk Penyu (513), затем командовал кораблями KRI Teluk Lampung (540), KRI Teluk Semangka (512) и KRI Multatuli. В 2005—2006 годах был командующим Западного флота Индонезии (ныне I командование ВМС Индонезии).
1 июля 2008 года президент Сусило Бамбанг Юдойоно назначил его начальником штаба ВМС Индонезии, на этом посту он сменил ушедшего в отставку адмирал Сумарджоно. Занимал пост до 13 ноября 2009 года, когда уступил его адмиралу Агусу Сухартоно.
В 2013 году пришёл в политику, став членом Национально-демократической партии. 27 октября 2014 года стал министром-координатором по вопросам политики, права и безопасности в Рабочем кабинете президента Джоко Видодо. Покинул пост 12 августа 2015 года. В 2016 году перешёл в Рабочую партию, созданную Томми Сухарто, сыном бывшего президента Сухарто.

## Награды
- Орден «Звезда доблести»[англ.]
- Орден «За военные заслуги»[индон.] 2 степени
- Орден «За военные заслуги»[индон.] 3 степени
- Военно-морская звезда[индон.] 1 степени
- Военно-морская звезда[индон.] 2 степени
- Военно-морская звезда[индон.] 3 степени
- Орден «Звезда за службу в Вооружённых силах»[индон.] 1 степени
- Орден «Звезда за службу в Военно-воздушных силах»[индон.] 1 степени
- Орден «Звезда культурных заслуг»[индон.]
- Медаль «За участие в военных операциях» IX степени (индон. Satyalancana Gerakan Operasi Militer IX)
- Медаль «За долгую службу»[индон.] 2 степени (24 года службы)
- Медаль «За долгую службу»[индон.] 3 степени (16 лет службы)
- Медаль «За долгую службу»[индон.] 4 степени (8 лет службы)
- Медаль «За службу военным инструктором»[индон.]
- Медаль «За заслуги в области социального обеспечения» (индон. Satyalancana Kebhaktian Sosial)
- Медаль «За службу национальной обороне» (индон. Satyalancana Dharma Nusa)
- Медаль похвальной службы[англ.] (Сингапур)
- Большой крест ордена Короны Таиланда (Таиланд)
- Panglima Gagah Angkatan Tentera[англ.] (Малайзия)